# 乃木山古墳
乃木山古墳 (のぎさんこふん) は、福井県吉田郡永平寺町松岡室にある古墳である。

## 概要
全長30m以上、古墳の形状は不明で、3世紀中葉の建造と推定される。2世紀に建造された日本最古の前方後円墳の可能性があるとする論もある。3か所の埋葬施設があり、それぞれ木棺等が出土している。

### 来歴
- 1915年 (大正4年) 大正天皇即位を記念して二本松山を整備し乃木大将の銅像を建立した際、削平により古墳の形状が不明になり、また甕や刀が出土したと伝えられる[1]。後に山が地元で「乃木さん山」の愛称で呼ばれるようになり、古墳名につながる[1]
- 1946年 (昭和21年) 上述の乃木大将像が敗戦に伴い撤去される[1]
- 1991年 (平成3年) 松岡町教育委員会により発掘調査[1]
- 1992年 (平成4年) 松岡町教育委員会により復元整備され形状が帆立貝型になる[1]

## 出土品
- 第1号埋葬施設：箱形木棺が出土し、副葬品として木製枕、素環頭の鉄剣、鉄刀が各1点見つかっている[1]
- 第2号埋葬施設：舟形木棺が出土し、副葬品として25～58cmの鉄製刀4点が見つかっている。うち2点は木製の柄が付いたまま出土している[1]
- 第3号埋葬施設：大正4年に出土したとされる甕や刀が副葬されていたのではないかと推測されている[1]